# Arxan

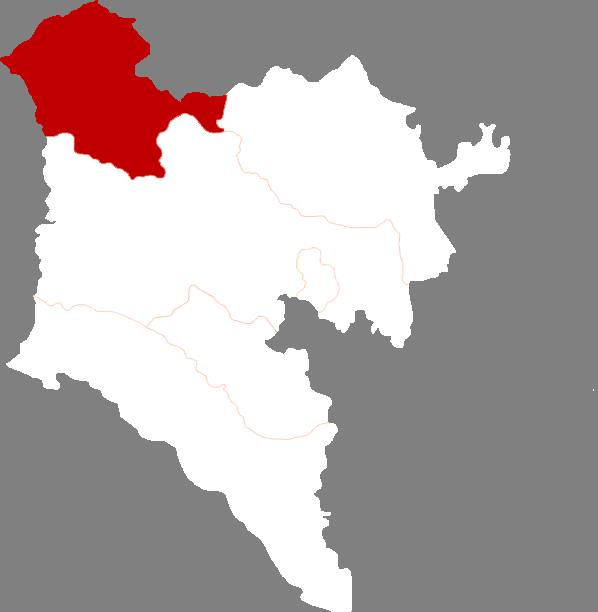
Lage Arxans im Hinggan-Bund

Arxan (chinesisch 阿尔山市, Pinyin Ā’ěrshān Shì; mongolisch ᠷᠠᠰᠢᠶᠠᠨ ᠬᠣᠲᠠ Arxaan hôt) ist eine kreisfreie Stadt im Nordwesten des Hinggan-Bundes im Nordosten des Autonomen Gebiets Innere Mongolei der Volksrepublik China. Sie liegt am Fluss Tao’er He. Die Baicheng-Arxan-Eisenbahnlinie (Bai-A tielu) führt durch den Ort. Das Verwaltungsgebiet der kreisfreien Stadt hat eine Fläche von 7.409 km² und ca. 50.000 Einwohner (2004).

## Administrative Gliederung
Auf Gemeindeebene setzt sich Arxan aus drei Straßenvierteln und vier Großgemeinden zusammen. Diese sind:
- Straßenviertel Linhai (林海街道);
- Straßenviertel Wenquan (温泉街道);
- Straßenviertel Xincheng (新城街道);
- Großgemeinde Bailang (白狼镇);
- Großgemeinde Mingshuihe (明水河镇);
- Großgemeinde Tianchi (天池镇);
- Großgemeinde Wuchagou (五岔沟镇).

## Söhne und Töchter der Stadt
- Wang Lijun (* 1959), Beamter